# Freeport (Kansas)
Freeport è un comune degli Stati Uniti d'America, situato nello Stato del Kansas, nella contea di Harper.